# 茨木童子

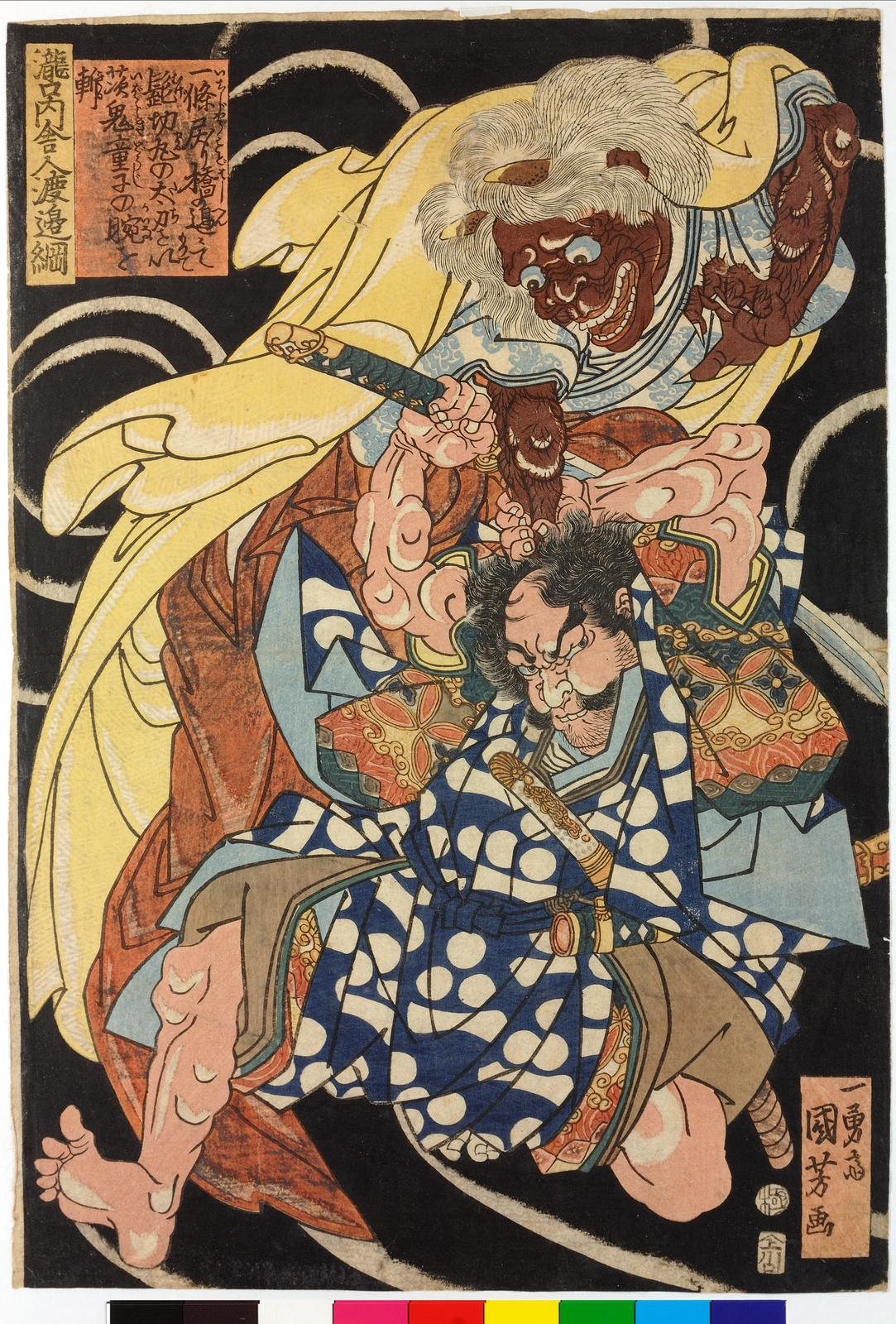
羅生門（一条戻橋）で茨木童子の腕を切る渡辺綱を描いた歌川国芳の浮世絵

茨木童子（いばらきどうじ）は、平安時代に大江山を本拠に京都を荒らし回ったとされる「鬼」の一人。茨城童子と書くこともある。酒呑童子（しゅてんどうじ）の最も重要な家来であった。
出生地には、摂津国（大阪府茨木市水尾、または兵庫県尼崎市富松）という説と、越後国（新潟県長岡市の軽井沢集落）という説がある。生まれた頃から歯が生え揃っていた、巨体であったなど周囲から恐れられ、鬼と化した後は酒呑童子と出会い舎弟となり、共に京を目指した。
酒呑童子一味は大江山（丹波国にあったとされるが、現在の京都市と亀岡市の境にある大枝山という説もある）を拠点にし、京の貴族の子女を誘拐するなど乱暴狼藉をはたらいたが、源頼光と4人の家臣たち（頼光四天王）によって滅ぼされ、茨木童子はその時逃げ延びたとされる。
その後、頼光四天王の一人である渡辺綱と一条戻橋や羅生門で戦った故事が、後世の説話集や能、謡曲、歌舞伎などで語り継がれているが、そのため本来は別々の鬼である羅城門の鬼と茨木童子がしばしば同一視されている。

## 出生

### 越後説
茨木童子は酒呑童子と同じく越後出身との説がある。酒呑童子は蒲原郡の砂子塚（現・新潟県燕市砂子塚）生まれで国上寺の稚児だったが、茨木童子は古志郡の山奥の軽井沢（現・新潟県長岡市軽井沢）の生まれでやはり弥彦神社に預けられていた。同地には酒呑童子と茨木童子が相撲を取った場所があり、茨木童子を祀る祠がある。またこの地区は「茨木」姓が多く、茨木姓の家では節分に豆をまかない習わしがあり、また家の屋根に破風を作るとその家では不良が出るので作らないという言い伝えがあるという。
美男子で知られ娘たちから山ほど恋文を送られていた外道丸こと酒呑童子同様、茨木童子も美少年として多くの女性に言い寄られ、将来を案じた母親に弥彦神社に送られることになった。ところがある時弥彦神社から実家に帰ると、母が行李の中に隠した「血塗の恋文」を見つけた。その血を指で一舐めするとたちどころに彼は形相が変わり鬼となり、梁をつたい破風を壊して逃げていった。そのころ外道丸こと酒呑童子は、恋文の返事が来ないと悲観して死んだ娘のことを聞き、読まなかった恋文の入ったつづらを開けてみると異様な煙が立ち昇って気を失い、気づくと鬼へと変わり果てて寺から逃げて悪の限りを尽くすようになっていた。
酒呑童子と意気投合した茨木童子は舎弟となり共に周囲の村々を襲っていたが、そのうわさを聞いた母が、彼の幼い頃の産着を着けて茨木童子の前に立つと、茨木童子は急に子供の頃の想い出が甦ったか、「二度とこの地を踏まぬ」と約束して、酒呑童子とともに信州戸隠などを経て京へと向かった。

### 摂津説
酒呑童子の出生地にはほかにも伊吹山麓など有力な説があるが、茨木童子の出生地についても兵庫県尼崎市や大阪府茨木市の説もあり、『摂津名所図会』・『摂陽研説』・『摂陽群談』などの資料ではこれらを採っている。1701年刊行の『摂陽群談』では、 摂津国の富松の里（現・兵庫県尼崎市）で生まれ、茨木の里（茨木市）に産着のまま捨てられていたところを酒呑童子に拾われ茨木の名をつけて養われたとある。
また『摂陽研説』では、茨木童子は川邊郡留松村（富松と同じく尼崎市の一部）の土民の子であったが、生まれながらに牙が生え、髪が長く、眼光があって成人以上に力があったので、一族はこの子を怖れて島下郡茨木村の辺りに捨て、酒呑童子に拾われたという。
茨木市の伝承では、茨木童子は水尾村（現・茨木市）の生まれだが、16ヶ月の難産の末に生まれたときにはすでに歯が生え揃い、生まれてすぐに歩き出して、母の顔を見て鋭い目つきで笑ったため母はショックで亡くなった。父は鬼のような赤子を持て余し、隣の茨木村の九頭神（くずがみ）の森近くにある髪結床屋の前に捨て、以後茨木童子は子のいなかった床屋夫妻の子として育った。幼くして体格も力も大人を凌いだ童子を床屋も持て余したが、床屋の仕事を教えて落ち着かせることにした。ところがある日、童子はかみそりで客の顔を傷つけてしまい、あわてて指で血をぬぐったものの、指をきれいにしようと血をなめるとその味が癖になってしまい、以後わざと客の顔を傷つけては血をすするようになった。床屋に怒られた童子は気落ちして近くの小川の橋にもたれてうつむいていると、水面に写る自分の顔がすっかり鬼になってしまっているのに気づき、床屋には帰らずに北の丹波の山に逃げ、やがて酒呑童子と出会い家来となったという。その橋は「茨木童子貌見橋（すがたみばし）」と呼ばれていたが現存せず、跡地に碑が立っている。

## 大江山の鬼退治
酒呑童子の一味による被害があまりにも大きく、源頼光が鬼退治に行くこととなり、配下の頼光四天王（渡辺綱・坂田金時・碓井貞光・卜部季武）や友人の藤原保昌ら、総勢五十数名とともに大江山に向かった。山伏の姿になった一行はさまざまな人々の助けを得ながら、一晩の宿を求める振りをして酒呑童子の本拠にはいることに成功した。その晩は酒宴が盛り上がり、深夜、酔って動かなくなった酒呑童子の一味の鬼たちを頼光らは残らず退治した。ただし、茨木童子のみは渡辺綱と戦っていたところ、酒呑童子の討たれるのを見てこれはかなわないと退却し、唯一逃げるのに成功したという。

## 渡辺綱と茨木童子の戦い
渡辺綱と茨木童子の物語は
- 『前太平記』
- 『御伽草子』
- 『茨木』（歌舞伎）
- 『戻橋』（歌舞伎）
- 『羅生門』（能）
- 『綱館』（長唄）

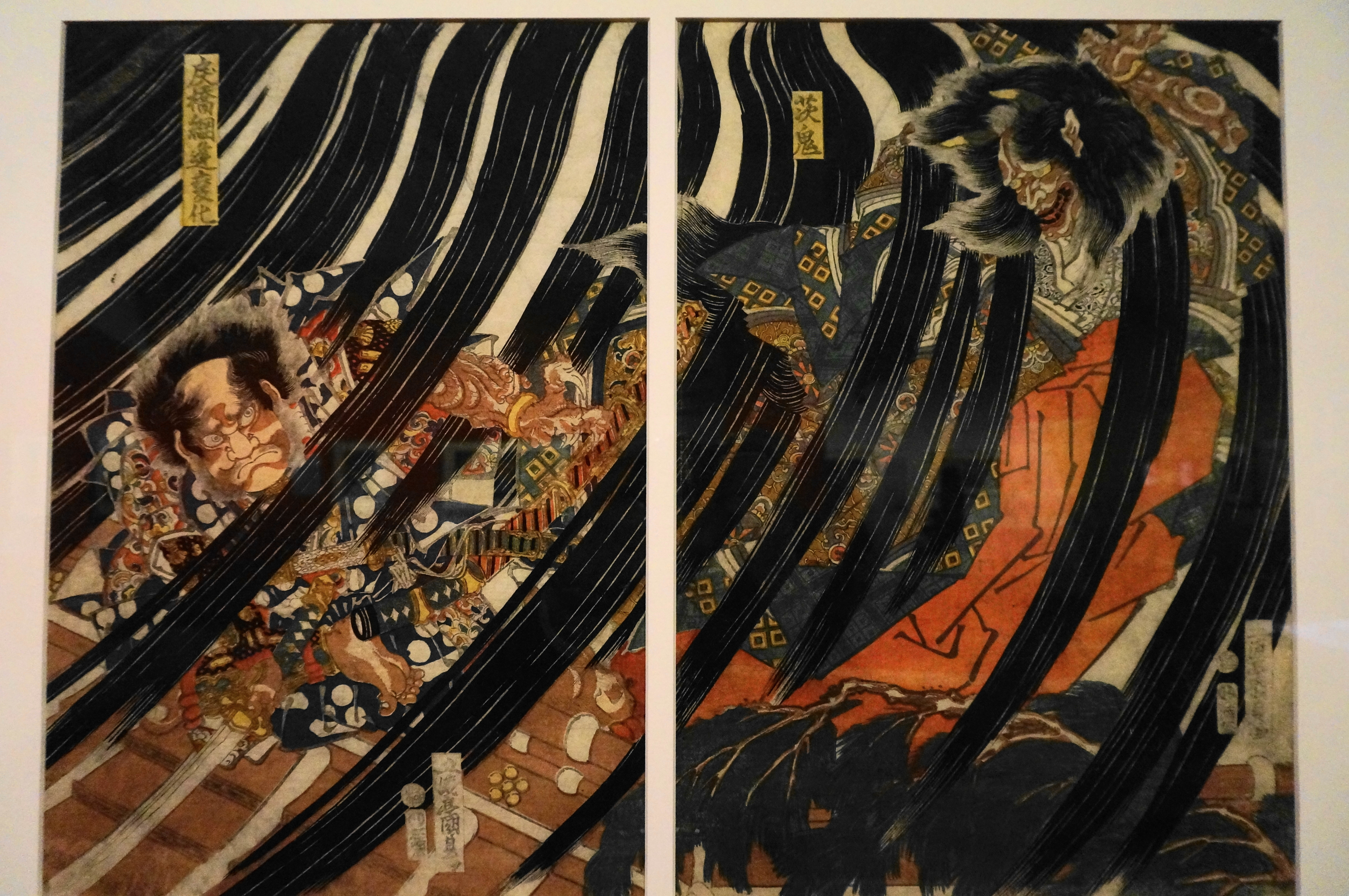
茨鬼 戻橋綱逢変化」、歌川国貞作（1815年頃）、ボストン美術館蔵

に登場し、それぞれ細部が異なっている。概ね、「渡辺綱が茨木童子の腕を切り落とすが、茨木童子は腕を取り戻しに綱の元へやってくる」というものである。また平家物語剣巻で渡辺綱に腕を斬られる鬼は名前が出てこない（直前で宇治の橋姫の話があり、鬼は橋姫とすることも多い）が、この鬼を茨木童子と同一視する人もいる。しかし、能『羅生門』は「平家物語」を元にして舞台だけを一条戻橋から羅城門に変更して創作されたもので、鬼が腕を取り返しに来る話は歌舞伎『茨木』の内容である。このため、別々の鬼である羅城門の鬼と茨木童子を混同している人が多い。
また上記の伝承を元に木原敏江が1978年タイトル『大江山花伝』で漫画化、同作は1986年宝塚歌劇団雪組本公演で柴田侑宏脚色・演出で舞台化（茨木童子役は平みち）されたほか、島田まゆが1996年タイトル『IBARAGI茨木』で舞台を現代に移して、渡辺綱の子孫である高校生と茨木童子（この作品では女性である）のエピソードを創作している。

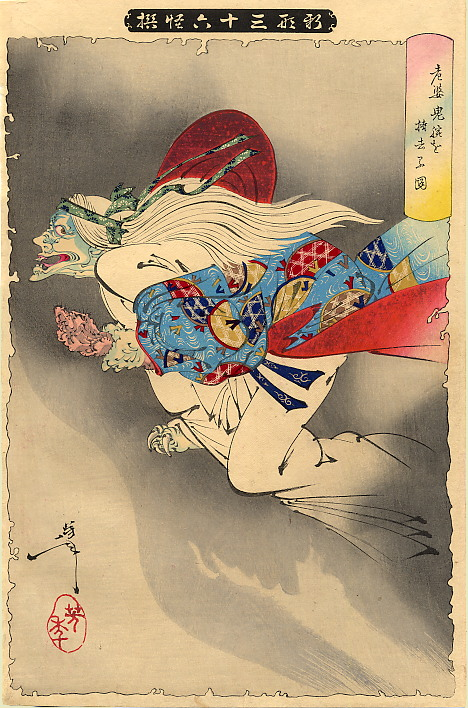
月岡芳年画『新形三十六怪撰』より「老婆鬼腕を持去る図」。渡辺綱の伯母に化けて自分の片腕を奪い返した茨木童子。

### 一条戻橋
茨木童子が出現するのは、堀川にかかる一条戻橋の上というパターン。若い美女が道に困っていたため、渡辺綱が馬に乗せてやると、女は突然鬼の姿になって綱の髪の毛を掴み、空中に飛び上がって愛宕山に連れ去ろうとした。綱は慌てず名刀・髭切で鬼の腕を切って難を逃れた。
綱は、切り取った鬼の腕を源頼光に見せた。頼光が陰陽師（安倍晴明だとする話もある）に相談したところ、「必ず鬼が腕を取り返しにやって来るから、七日の間家に閉じこもり物忌みをし、その間は誰も家の中に入れないように」と言われた。それから数日間、茨木童子はあらゆる手を用いて綱の屋敷へ侵入しようとするが、綱の唱える仁王経や護符の力で入ることができなかった。
ついに七日目の晩になって、摂津の国から綱の伯母・真柴（伯母ではなく養母が来るという話もある）が綱の屋敷にやってきた。綱は事情を話し決して伯母を屋敷に入れなかったが、年老いた伯母は「幼いころ大切に育てた報いがこの仕打ちか」と嘆き悲しんだので綱は仕方なく言いつけを破って伯母を屋敷に入れる。伯母は、綱が切り取ったと言う鬼の腕を見たいと言い、封印された唐櫃から出されてきた腕を手にとってじっくり見ていると、突然、伯母は鬼の姿になった。この伯母は実は茨木童子の化けた姿であった。そして腕を持ったまま飛び上がり、破風を破って空の彼方に消えたという。

### 羅生門
渡辺綱が茨木童子の腕を切り落とすのは羅生門という筋のものもある。
大江山の鬼退治が終わってしばらくした頃、源頼光以下四天王たちが集った酒宴の席で、近頃羅生門に鬼が出るという話になった。
1. ならばと全員で度胸試しに出かけると、綱の番になって門に入ると鬼に出会ってしまい、格闘の末、鬼の腕を切り落とした。
2. まさか鬼の生き残りがいるわけがないと思った綱が羅生門に行ってみると、そこには茨木童子（または美女に化けた茨木童子）がいて、やはり格闘の末、鬼の腕を切り落とした。

その後、同様に茨木童子は姿を変え、腕を取り戻しに現れる。

## 茨木童子のその後

茨木童子にちなんだ飛び出し坊や

腕を取り戻した後の茨木童子の行方は定かではない。摂津の民話では、しばしば実家に帰った話や、実家に帰ったが追い返された話などがある。

## 酒呑童子との関係
茨木童子とともに京都を荒らした大鬼、酒呑童子だが、実は彼らの関係も諸説ある。その説の中に、実は茨木童子は「男の鬼ではなく、女の鬼だった」という説があり、または酒呑童子の息子、はては彼の恋人だったという説も伝わっている。そして、しばらくしてから酒呑童子と茨木童子は互いの存在を知り、共に都を目指すようになったといわれている。酒呑童子が殺されたときも、女ゆえに鬼とは見なされず殺されなかったのもその故だというのである。